# 新德尔夫
新德尔夫是奥地利布尔根兰州马特斯堡县的一个市镇。总面积9.01平方公里，总人口3942人，人口密度437.5人/平方公里（2001年）。